# Закон про єдину графічну основу
Закон про єдину графічну основу — федеральний закон від 11.12.2002 № 165-ФЗ «Про внесення доповнення в статтю 3 Закону Російської Федерації „Про мови народів Російської Федерації“», яким єдиною можливою писемністю всіх народів Російської Федерації затверджувалася кирилиця. Формально закон дозволяє інші графічні основи, котрі можуть встановлюватися «федеральними законами», однак закон був прийнятий саме для того, щоби не дати уряду Республіки Татарстан перевести татарську мову з кирилиці на латиницю.
Поява закону була обумовлена пожвавленням на початку 90-х років XX ст. татарського національного руху.
Закон був спрямований на придушення спроб національно-культурного відродження та подальше зросійщення татарського населення. Став черговим актом шовіністичної політики російського уряду, спрямованої на посилення національного гноблення татарського народу.
|                                             | Викликає занепокоєння намічений тренд, що все частіше використовується в практиці татарських націоналістичних організацій - використання латиниці, при написанні текстів татарською мовою. Як відомо, це є одним із пантюркістських проєктів орієнтованих на відчуження тюркських етносів із російської соціокультурної парадигми. |
| — Национальная безопасность — № 2(31), 2014 | |

|  | Законопроєкт представив заступник голови думського Комітету у справах національностей Каадир-Оол Бічелдей, який різко критикував ідею перекладу татарської мови на латиницю. … На думку Бічелдея, введення латиниці в Татарстані поставило б під загрозу загальну безпеку та цілісність Росії, а прецедент міг би створити умови для появи подібних тенденцій й в інших регіонах країни. |

|                                          | Безумовно, президент Татарстану Мінтімєр Шаймієв проявляє чималу політичну незалежність ... Кінцева мета реформи, безсумнівно, політична. Вона зближує татар ... зі своїми братами з незалежних країн Центральної Азії та мусульманами Близького Сходу. А головне – руйнує один із небагатьох факторів єдності Російської Федерації: використання одного й того ж алфавіту, що дозволяє легко вдаватися до російської мови. Цей закон, що викликає занепокоєння сам по собі, може стати прикладом для інших народів, що входять до Федерації |
| — приписується Hélène Carrère d'Encausse | |

## Огляд тюркської писемності
- Історично тюркські мови використовували різноманітні «графічні основи». Оригінальною суто тюркською писемністю були тюркські руни, зараз до них спостерігається певний інтерес і навіть спроби відродження.
- Багато століть використовувалася арабська писемність.
- Локально використовувалася староуйгурська писемність[en].
- Кримчаки і караїми використовували арамейське письмо.
- Уруми використовували грецьке письмо.
- Кримські вірмени використували вірменське письмо. Причому саме вірменським письмом у Львові був зроблений тюркський першодрук [Архівовано 22 березня 2022 у Wayback Machine.].
- Певну кириличну традицію мали якути та татари-кряшени.
- З початку XX ст. популярності набуває латиниця. Однак знаменитий Кодекс Куманікус початку XIV століття був написаний саме латиницею західноєвропейськими місіонерами.
- Зараз часто трапляється так, що різні писемності співіснують. Наприклад, казахи в Китаї пишуть арабицею, а в Казахстані — латиницею або кирилицею. Азербайджанці в Ірані пишуть також арабицею, а в Азербайджані — латиницею. Для прикладу напис кирилицею, латиницею, арабицею та рунами:  [Архівовано 7 квітня 2022 у Wayback Machine.].
- Можна сказати, що тюркська кирилиця обмежена Російською Федерацією: за її межами спостерігається перехід на латиницю. Наприклад, татари в Фінляндії[en] використовують латиницю, так само — кримські татари в Румунії та на неокупованій частині України [Архівовано 22 березня 2022 у Wayback Machine.].

## Сучасний стан тюркської латиниці на території Російської Федерації
Незважаючи на заборону, у Татарстані можна офіційно користуватися арабським та латинським письмом під виглядом «транслітерації». Також латиниця вивчається у школах факультативно. В окупованому Криму продовжує виходити щоквартальний жіночий журнал «Nenkecan» — єдине на території Російської Федерації друковане видання на латиниці [Архівовано 8 березня 2022 у Wayback Machine.].

### Кампанія за скасування закону
Певний успіх мала петиція на сайті change.org за скасування закону про «єдину графічну» основу. Петиція має явний русофобський характер. 

## Статус Республіки Татарстан
- Основна стаття: Татарстан

До 2000 року в Республіці Татарстан були прийняті суперечні Конституції Російської Федерації окремі законодавчі норми, що проголошують республіку суверенною державою.
30 серпня 1990 була прийнята Декларація про державний суверенітет Татарстану, згідно з якою автономна республіка перетворювалася на радянську соціалістичну республіку, а вищу силу в ній матимуть конституція і закони Татарської РСР.
20 серпня 1991 Татарстан готувався до підписання Договору про створення нового союзу — Союзу Суверенних Держав (ССД) як м'якої федерації, однак у результаті спроби державного перевороту (ДКНС, 19 серпня 1991), утворення ССД було зірвано.
18 жовтня 1991 була прийнята Постанова Верховної Ради про акт про державну незалежність Татарстану.
Восени 1991, при підготовці до підписання 9 грудня 1991 Договору про створення Союзу Суверенних Держав як конфедеративного союзу, Татарстан знову оголосив про бажання самостійного вступу в ССД.
26 грудня 1991, у зв'язку з біловезькими угодами про неможливість утворення і заснування Союзу Суверенних Держав, була прийнята Декларація про входження Татарстану в СНД на правах засновника.
Постановою Конституційного суду Російської Федерації від 13 березня 1992 року № 3-П визнані неконституційними ряд положень Декларації про державний суверенітет Татарської РСР від 30 серпня 1990 року, що обмежують дію законів Російської Федерації на території Республіки Татарстан, а також постанова Верховної Ради Республіки Татарстан від 21 лютого 1992 року «Про проведення референдуму Республіки Татарстан по питанню про державний статус Республіки Татарстан» у частині формулювання питання, що передбачає, що Республіка Татарстан є суб'єктом міжнародного права й будує свої відносини з Російською Федерацією й іншими республіками, державами на основі рівноправних договорів.
21 березня 1992 у Татарстані відбувся референдум, на якому майже дві третини населення проголосували за статус суверенної держави, суб'єкта міжнародного права, який містить договори й союзи з Росією й іншими державами.
31 березня 1992 Татарстан не підписав Федеративний договір.
22 травня 1992 була прийнята Постанова Верховної Ради про статус Татарстану як суверенної держави.
6 листопада 1992 була прийнята Конституція Татарстану як суверенної демократичної держави.
На референдумі 12 грудня 1993 менше п'ятої частини населення Татарстану погодилося із прийняттям діючої Конституції Росії.
З 15 лютого 1994 з укладанням Договору про взаємне делегування повноважень із Російською Федерацією до 2000 Татарстан став об'єднаним з Росією асоційованою державою з конфедеративним статусом.
Після утворення 2 квітня 1997 Союзу Росії й Білорусі Татарстан оголосив про бажання самостійного вступу в нього як майбутню «м'яку» федерацію по типу СРСР.
З 2000, згідно з внесеними у Конституцію республіки змінами, Татарстан став «рівноправним суб'єктом Російської Федерації», що мають у рамках федерації власні суверенні повноваження по т. зв. поділюваному суверенітету (поза повноваженнями й предметами ведення центру й спільних).

## Лінгвістичні зауваження
Впровадження кирилиці проводилося на хвилі сталінського терору та репресій проти мовознавців [Архівовано 20 березня 2022 у Wayback Machine.] [Архівовано 5 травня 2022 у Wayback Machine.] і та згортання політики «коренізації». Єдиною метою цієї реформи була русифікація. Тому наприклад татарська кирилиця повною мірою відображає написання російських слів, які пишуться і вимовлятися як і російською, але при цьому вважаються «татарськими», однак ця кирилиця не передає таких тюрських особливостей як аглютативність і сингармонізм і викликає труднощі при написанні татарських слів оскільки для цього вона й не призначалася.
Характерні для російської мови йотовані дифтонги «я», «ю», «е», «ё» є нехарактерними для татарської мови однак використовуються в татарській кирилиці навіть для написання власне татарських слів. При цьому кожен такий псевдодифтонг означає сингармонічну пару, а про його вимову слід здогадуватися. Наприклад у слові «юләр» «ю» слід вимовляти як [yü] а в слові «юлбарыс» — як [yu]. У слові «сәгать» «а» означає що «г» читається як [ğ], а м'який знак означає, що «а» читається як [ä] [Архівовано 22 березня 2022 у Wayback Machine.].
Форма слова «may»(масло), «mayım»(моє масло) у кирилиці записуватиметься як «маем», тобто «е» тут означає [yı] а не [ye] [Архівовано 31 жовтня 2021 у Wayback Machine.].
У результаті навіть тюркські слова починають вимовлятися відповідно до російської фонетики (що посилюється двомовністю), як відзначав Гаркавець стосовно кримськотатарської мови.

## Хронологія подій
Восени 1999 року Держрада Татарстану ухвалила закон про перехід татарської мови на латинську абетку. У деяких школах запровадили експериментальне навчання, почали виходити газети, з'явилися книжки на латиниці.
Після ухвалення Держрадою Татарстану закону про мову, латиницею зацікавилися у Державній Думі, де у 2000 році з цього питання пройшли палкі дебати. Деякі депутати охарактеризували рішення влади Татарстану як «ривок з обіймів Росії». А депутат від Татарстану Фандас Сафіуллін (група «Регіони Росії») розцінив позицію думської більшості як «образу татарського народу».
2002 року дискусія продовжилася. Депутати фракції «Єдність» підготували доповнення до закону «Про мови народів Російської Федерації», яке зобов'язувало республіки, що входять до складу Росії, використовувати алфавіти лише на основі кирилиці.
Федеральний закон «Про внесення доповнення до статті 3 Закону країни „Про мови народів Російської Федерації“» було винесено на розгляд Держдуми. Суть закону зводилася до того що, щоб встановити єдину графічну основу всіх державних мов, прийнятих у Росії. Як таку основу пропонувалося використовувати азбуку Кирила та Мефодія, на якій базується російська писемність.
27 листопада 2002 року Державна Дума Росії ухвалила поправки до закону " Про мови народів РФ ", цим скасувавши татарський " Закон про відновлення татарського алфавіту з урахуванням латинської графіки « . Згідно з новою законодавчою нормою, на території Росії алфавіти державної мови РФ та державних мов республік, що входять до неї, будуються на графічній основі кирилиці.
Звичайно, незадоволені цим рішенням парламенту не стали сидіти склавши руки. Депутати Сафіулін та Хуснутдінов назвали новий закон спробою „створити проблему на порожньому місці“ і звернулися до Конституційного суду.
І ось суд ухвалив свій вердикт. Прихильники латиниці зустріли його без особливого захоплення, але як законослухняні громадяни підтвердили, що рішення приймають. Однак Фарід Мухаметшин дав зрозуміти, що питання не закрите і через якийсь час Татарстан добиватиметься прийняття на федеральному рівні закону про можливість переведення татарської графіки на латиницю.